# Melissa Benoist
Melissa Benoist [ bə'nɔɪt ], (Houston, Texas, 1988. október 4. –) amerikai színésznő és énekesnő.

## Élete és pályafutása
1988. október 4-én született Littleton-ban, Colorado államban, Julie Renee Smith és James Logan Benoist harmadik lányaként.
2008-ban a Tennessee című filmben debütált színészként.
2012-ben szerepet kapott a Glee – Sztárok leszünk! című sorozatban. Ekkor ismerte meg Blake Jennert, akivel 2015-ben házasságot kötött, de alig két évvel később elváltak.
2015-től a Supergirl című sorozat címszereplője lett.

## Filmográfia

### Film
| Év   | Magyar cím     | Eredeti cím      | Szerep            | Magyar hang       |
| ---- | -------------- | ---------------- | ----------------- | ----------------- |
| 2008 |                | Tennessee        | Laurel            |                   |
| 2014 | Whiplash       | Whiplash         | Nicole            | Andrusko Marcella |
| 2015 |                | Band of Robbers  | Becky Thatcher    |                   |
| 2015 | Danny Collins  | Danny Collins    | Jamie             | Eke Angéla        |
| 2015 | Hosszú utazás  | The Longest Ride | Marcia            | Gáspár Kata       |
| 2016 |                | Low Riders       | Lorelai           |                   |
| 2016 | hazafiak napja | Patriots Day     | Katherine Russell | Gáspár Kata       |
| 2017 |                | Billy Boy        | Jennifer          |                   |
| 2017 |                | Sun Dogs         | Tally Petersen    |                   |

### Televízió
| Év        | Magyar cím                               | Eredeti cím                         | Szerep                          | Megjegyzések                                                                 |
| --------- | ---------------------------------------- | ----------------------------------- | ------------------------------- | ---------------------------------------------------------------------------- |
| 2010      | Zsaruvér                                 | Blue Bloods                         | Renee                           | 1 epizód                                                                     |
| 2010      | A férjem védelmében                      | The Good Wife                       | Molly                           | 1 epizód                                                                     |
| 2010      | Esküdt ellenségek: Bűnös szándék         | Law & Order: Criminal Intent        | Jessalyn Kerr                   | 1 epizód                                                                     |
| 2010      | Esküdt ellenségek: Különleges ügyosztály | Law & Order: Special Victims Unit   | Ava                             | 1 epizód                                                                     |
| 2011      | Homeland – A belső ellenség              | Homeland                            | Stacy Moore                     | egy epizód                                                                   |
| 2012–2014 | Glee – Sztárok leszünk!                  | Glee                                | Marley Rose                     | - visszatérő- (4. évad) és főszereplő (5. évad) - magyar hangja: - Dögei Éva |
| 2013      | Amerikai mesterszakács                   | MasterChef                          | önmaga                          |                                                                              |
| 2015–2021 | Supergirl                                | Supergirl                           | Kara Danvers / Supergirl        | - főszereplő - rendező (1 epizód) - magyar hangja: - Gáspár Kata             |
| 2016–2020 | A zöld íjász                             | Arrow                               | Kara Danvers / Supergirl        | - visszatérő szereplő - magyar hangja: - Gáspár Kata                         |
| 2016–     | Flash – A Villám                         | The Flash                           | Kara Danvers / Supergirl        | - visszatérő szereplő - magyar hangja: - Gáspár Kata                         |
| 2016–     | A holnap legendái                        | Legends of Tomorrow                 | Kara Danvers / Supergirl        | - visszatérő szereplő - magyar hangja: - Gáspár Kata                         |
| 2017–2018 |                                          | Freedom Fighters: The Ray           | Kara Zor-El / Overgirl (hangja) | websorozat (1 epizód)                                                        |
| 2018      | Waco                                     | Waco                                | Rachel Koresh                   | minisorozat (6 epizód)                                                       |
| 2019      | Batwoman                                 | Batwoman                            | Kara Danvers / Supergirl        | 1 epizód                                                                     |
| 2020      | Robotcsirke                              | Robot Chicken                       | Laura / Malorie Hayes (hangja)  | 1 epizód                                                                     |
| 2024      | A világ ura: Forradalom                  | Masters of the Universe: Revolution | Teela (hangja)                  | főszereplő                                                                   |
| 2024      | Lányok a buszon                          | The Girls on the Bus                | Sadie McCarthy                  | főszereplő                                                                   |
| 2025      | Havenport                                | The Waterfront                      | Bree Buckley                    | - főszereplő - magyar hangja: - Földes Eszter                                |

### Színház
| Év   | Cím                                          | Szerep                 | Megjegyzés                      |
| ---- | -------------------------------------------- | ---------------------- | ------------------------------- |
| 2000 | The Sound of Music                           | Brigitta               | Littleton Town Hall Arts Center |
| 2006 | Bye Bye Birdie                               | Kim McAfee             | Littleton Town Hall Arts Center |
| 2006 | A Month in the Country                       | Vera                   | Littleton Town Hall Arts Center |
| 2006 | A Chorus Line                                | Bebe                   | Littleton Town Hall Arts Center |
| 2007 | Cinderella                                   | Cinderella             | Littleton Town Hall Arts Center |
| 2007 | Footloose                                    | Ariel                  | Littleton Town Hall Arts Center |
| 2007 | Evita                                        | Peron's young mistress | Country Dinner Playhouse        |
| 2009 | Thoroughly Modern Millie                     | Millie Dilmount        | Marymount Manhattan College     |
| 2009 | As You Like It                               | Rosalind               | Marymount Manhattan College     |
| 2011 | The Unauthorized Biography of Samantha Brown | Kelly                  | Goodspeed Musical               |

## Díjak és jelölések
| Év   | Díj                | Kategória                               | Munka                  | Eredmény |
| ---- | ------------------ | --------------------------------------- | ---------------------- | -------- |
| 2013 | Teen Choice Awards | Legjobb kitörő TV-sztár                 | Glee – Sztárok leszünk | Jelölve  |
| 2016 | Szaturnusz-díj     | Áttörő alakítás                         | Supergirl              | Elnyerte |
| 2016 | Szaturnusz-díj     | Legjobb színésznő televíziós sorozatban | Supergirl              | Jelölve  |
| 2017 | Szaturnusz-díj     | Legjobb színésznő televíziós sorozatban | Supergirl              | Elnyerte |
| 2017 | Teen Choice Awards | Legjobb televíziós színésznő - Akció    | Supergirl              | Elnyerte |